# Lars Sigurd Björkström
Lars Sigurs Björkström, né le 19 novembre 1943, est un skipper brésilien d'origine suédoise.

## Carrière
Lars Sigurd Björkström participe aux Jeux olympiques de 1980 à Moscou et remporte la médaille d'or dans l'épreuve du Tornado.